# Leucospermum royenifolium
Leucospermum royenifolium är en tvåhjärtbladig växtart som först beskrevs av Richard Anthony Salisbury och Joseph Knight, och fick sitt nu gällande namn av Otto Stapf. Leucospermum royenifolium ingår i släktet Leucospermum och familjen Proteaceae. Inga underarter finns listade i Catalogue of Life.